# Spirostreptus carinatus
Spirostreptus carinatus är en mångfotingart som beskrevs av Carl Oscar von Porat 1894. Spirostreptus carinatus ingår i släktet Spirostreptus och familjen Spirostreptidae. Inga underarter finns listade i Catalogue of Life.